# البرامكة (دمشق)
البرامكة، هو حيّ ومنطقة إدارية تتبع لبلدية القنوات في مدينة دمشق، سوريا. سُمّي الحي بهذا الاسم نسبة إلى البرامكة، وهي أسرة سياسية بارزة في العصر العباسي.
بلغ عدد سكان البرامكة 14,969 نسمة وفقًا لتعداد عام 2004. وقد تأسس الحي في أواخر القرن التاسع عشر خلال فترة الحكم العثماني. شهد حي البرامكة في تسعينيات القرن التاسع عشر تأسيس ثانوية عسكرية كانت من أوائل المؤسسات التعليمية الحديثة في دمشق.
يضم الحي اليوم أحد مقرات جامعة دمشق، ويُعد من المناطق الحيوية في المدينة نظرًا لقربه من مركزها التاريخي والعديد من المؤسسات التعليمية والثقافية.

## التسمية
سُمّيت منطقة البرامكة بهذا الاسم نسبةً إلى مقبرة كانت قائمة في الموقع، عُرفت باسم مقبرة البرامكة، والتي دُفن فيها عدد من أفراد آل برمك، وهم من الوزراء البارزين في العصر العباسي، ومن أشهرهم جعفر البرمكي، وزير الخليفة هارون الرشيد. ينحدر البرامكة من أصول فارسية، وهم أبناء يحيى بن خالد بن برمك، وكان لهم شأن كبير في بلاط العباسيين.
كان للبرامكة حيّ في بغداد يُعرف باسم البرامكة، أو يُقال إنه كان خارجها ويُعرف بـالبرمكية، ومن أشهر شخصياتهم: الربيع، الفضل، ويحيى. ويُعتقد أن بعضًا من أعقابهم أقاموا في دمشق خلال القرن الثاني الهجري في عهد هارون الرشيد، حيث توفوا ودُفنوا في هذا الموضع، فنُسب المكان إليهم لاحقًا.
ارتبط اسم البرامكة تاريخيًا بـنقمة الخليفة هارون الرشيد عليهم، والتي انتهت بمأساة قتل بعضهم وتشريد آخرين، وهي حكاية شهيرة وردت في كتب التاريخ العباسي.

## تاريخ

### في العهد الأموي

شارع فوزي اللحام في منطقة البرامكة في دمشق، يقع على جانبيه العديد من كليات جامعة دمشق.

شهدت هذه المنطقة خلال العهد الأموي وجود قرية اندثرت لاحقًا، وكانت تُعرف آنذاك باسم "صنعاء دمشق" أو "صنعاء الشام"، وقد سكنها اليمانيون الذين أطلقوا عليها هذا الاسم تيمّنًا بعاصمة إقليمهم الأصلي. حظيت القرية بمكانة بارزة خلال الدولة الأموية الثانية، وخاصة في عهد الفرع المرواني الذي استند إلى تحالف قوي مع القبائل اليمانية. ومع مرور الزمن، تراجع اسم صنعاء دمشق، وبرز بدلًا منه اسم "تل الثعالب"، وهي منطقة مجاورة غلبت عليها التسمية الجديدة حتى اندثرت بحلول القرن السادس الهجري.

### في العهد المملوكي
في العصر المملوكي، أصبحت المنطقة تُعرف باسم "مقابر الصوفية" أو "مقبرة الصوفية"، نظرًا لاحتوائها على عدد من أضرحة المتصوفة وأتباع الطرق الصوفية، التي كانت واسعة الانتشار في دمشق خلال العصور الإسلامية الوسطى. ومن أبرز الشخصيات المدفونة فيها: ابن تيمية، وابن كثير، وابن الصلاح الحنبلي، وقطب الدين الخُضيري.

### في فترة الانتداب الفرنسي
استمرت البرامكة كموقع للمقابر حتى أواخر العهد العثماني. وبعد دخول القوات الفرنسية إلى دمشق عام 1920م، تحوّلت المنطقة إلى موقع عسكري، حيث أقيم فيها مربض للدبابات ومركز للتلغراف اللاسلكي. كما كانت تضم جزءًا من ثكنة القشلة الحميدية التي أُنشئت في أواخر العهد العثماني، والتي أصبحت لاحقًا نواة الجامعة السورية، إذ احتضنت في بدايتها كليتي الطب والحقوق. أدى ذلك إلى اندثار معظم قبور الصوفية في المنطقة، ولم يبقَ منها أثر يُذكر.

## معالم الحي

### الشوارع
- شارع أبو بكر الصديق، الذي يمتد من ساحة عبد الرحمن الداخل (ساحة الجمارك) إلى ساحة شهداء قانا (دوار كفرسوسة)
- شارع فوزي اللحام، الذي يمتد من ساحة عبد الرحمن الداخل (ساحة الجمارك) إلى شارع جامعة دمشق (جسر الحرية)
- شارع علي بن أبي طالب، الذي يتفرع من شارع أبو بكر الصديق يسارا باتجاه دوار الفحامة

### المؤسسات والمنشآت العامة
- المؤسسة العامة للصناعات الكيميائية
- المؤسسة العامة للصناعات الهندسية
- مدينة تشرين الرياضية
- الوكالة العربية السورية للأنباء
- المديرية العامة للهجرة والجوازات
- مؤسسة توزيع المطبوعات
- كلية الفنون الجميلة في جامعة دمشق
- كلية الهندسة المعمارية في جامعة دمشق
- كلية الهندسة المدنية في جامعة دمشق
- كلية الاقتصاد في جامعة دمشق
- كلية الحقوق في جامعة دمشق
- كلية الشريعة الإسلامية في جامعة دمشق
- المديرية العامة للجمارك

### دور عبادة
- مسجد فخر الدين الرازي

## أعلام
- ابن تيمية